# 윌리엄 애서턴
윌리엄 애서턴(William Atherton, 1947년 7월 30일 ~ )은 미국의 배우이다.

## 출연 작품
- 1974년 - 슈가랜드 특급
- 1988년 - 다이하드
- 1990년 - 다이하드2
- 1993년 - 노머시
- 2000년 - 빵과 장미
- 2024년 - 고스트버스터즈: 오싹한 뉴욕 - 월터 팩 역